# Theridion setiferum
Theridion setiferum là một loài nhện trong họ Theridiidae.
Loài này thuộc chi Theridion. Theridion setiferum được Carl Friedrich Roewer miêu tả năm 1942.